# Felipe Guzmán Mesina
Felipe Guzmán Mesina fue un político mexicano, miembro del Partido Revolucionario Institucional. 

## Primeros años
Nació en la ciudad de Colima el 5 de abril de 1916 siendo hijo de Porfirio Guzmán Jiménez y Margarita Mesina Madrigal. 
En 1934 se radicó en Manzanillo. Fue pescador, chofer de camiones de carga, mecánico, maderero y agricultor. Durante los cuarenta, se relacionó con vecinos de Minatitlán, Colima. Es, de esa relación que demandó a los gobernadores de su tiempo la construcción de una carretera entre el pueblo El Mamey y Manzanillo. A los esfuerzos de Felipe Guzmán se sumaron los de Jesús Mancilla Rodríguez, quien fuera jefe político del pueblo y diputado. La obra fue aprobada por el General Jesús González Lugo quien ordenó lo necesario para su construcción, quedando concluida en 1954.

## Presidente Municipal
Guzmán Mesina fue elegido Presidente Municipal de Manzanillo en el año de 1955, en un período extraordinario de alcaldes que solamente detentaron el poder durante 1 año según un decreto del Congreso de Colima, para que así se emparejaran los trienios con los periodos de los gobernadores. 
Felipe Guzmán, sin embargo, hizo varias obras importantes, como la apertura de caminos en las zonas rurales y la de carreteras que comunicaban los pueblos más importantes del municipio. Abrió la carretera a la Playa La Audiencia, contribuyendo de alguna forma al turismo que comenzaba a percibirse en Manzanillo. 

## Retiro
Se retiró al Rancho San Felipe, donde cultivó tamarindo, mango y toronja, que se dedicó a exportar a otros estados del país y al extranjero. Durante el gobierno del presidente José López Portillo, el Consejo Nacional Frutícola lo contrató para que entre 1979 y 1983 se dedicara a plantar, injertar y cultivar cítricos en la Península de Yucatán en las tierras donde se cultivaba henequén, ya que su cultivo cayó en una profunda crisis al ser superado por las fibras sintéticas en la producción de cuerdas y derivados. 
Felipe Guzmán murió en Manzanillo, Colima el 26 de julio de 1998.